# Rubus spananthus
Rubus spananthus là loài thực vật có hoa trong họ Hoa hồng. Loài này được Ze-min Wu & Z.L. Cheng miêu tả khoa học đầu tiên năm 1991.